# 白碉苗族乡
白碉苗族乡，是中华人民共和国四川省凉山彝族自治州木里藏族自治县下辖的一个乡镇级行政单位。

## 行政区划
白碉苗族乡下辖以下地区：
白碉村、阳山村、呷咪坪村和洞龙沟村。